# Tarek Boudali
Tarek Boudali (in arabo طارق بودالي‎?; Parigi, 5 novembre 1979) è un attore, regista e sceneggiatore francese.

## Biografia
Nato in una famiglia di origini marocchine a Parigi, nel 2010 ha fatto il suo debutto cinematografico nel film Il truffacuori.
Successivamente ha stretto un proficuo sodalizio artistico con Philippe Lacheau, con cui ha recitato nei film Babysitting, Babysitting 2, Alibi.com, Supereroe per caso e Sposami, stupido!, con cui Boudali ha esordito alla regia cinematografica.

## Filmografia (parziale)

### Regista
- Sposami, stupido! (Épouse-moi mon pote) (2017)
- 3 Jours max (2023)

### Sceneggiatore
- Babysitting 2, regia di Nicolas Benamou e Philippe Lacheau (2015)
- Sposami, stupido! (Épouse-moi mon pote), regia di Tarek Boudali (2017)

### Attore
- Il truffacuori (L'Arnacœur), regia di Pascal Chaumeil (2010)
- Parigi a tutti i costi (Paris à tout prix), regia di Reem Kherici (2013)
- Babysitting, regia di Nicolas Benamou e Philippe Lacheau (2014)
- Babysitting 2, regia di Nicolas Benamou e Philippe Lacheau (2015)
- Alibi.com, regia di Philippe Lacheau (2017)
- Sposami, stupido! (Épouse-moi mon pote), regia di Tarek Boudali (2017)
- Supereroe per caso (Super-héros malgré lui), regia di Philippe Lacheau (2021)
- 2 matrimoni alla volta (Alibi.com 2), regia di Philippe Lacheau (2023)
- 3 Jours max, regia di Tarek Boudali (2023)

## Doppiatori italiani
- Roberto Gammino in Alibi.com, Supereroe per caso e Sposami, stupido!
- Nanni Baldini in  Babysitting
- Marco Bassetti in 2 matrimoni alla volta
- Giuseppe Ippoliti in Bugiardo seriale